# Vincent Delerm
Vincent Delerm (ur. 31 sierpnia 1976 w Évreux) – francuski piosenkarz, pianista i kompozytor. Jest synem pisarza Philippe'a Delerma. Jego pierwszy album Vincent Delerm został wydany w 2002, drugi Kensington Square w 2004 i trzeci Les Piqûres d'araignée w 2006 roku – wszystkie przez firmę fonograficzną Tôt ou tard.

## Dyskografia
- 2002 – Vincent Delerm

1. Fanny Ardant et moi
2. La vipère du Gabon
3. Châtenay-Malabry
4. Catégorie Bukowski
5. Tes parents
6. Cosmopolitan (z Irène Jacob)
7. Slalom géant
8. Le monologue shakespearien
9. Charlotte Carrington
10. Deauville sans Trintignant
11. L'heure du thé

- 2004 – Kensington Square

1. Les filles de 1973 ont trente ans
2. Quatrième de couverture
3. Le baiser Modiano
4. Veruca Salt et Frank Black (with Keren Ann and Dominique A)
5. Kensington Square
6. Natation synchronisée
7. Évreux
8. Anita Pettersen
9. Deutsche Grammophon (z Irène Jacob)
10. Gare de Milan

- 2006 – Les Piqûres d'araignée

1. Sous les avalanches
2. Je t’ai même pas dit
3. À Naples il y a peu d’endroits pour s’asseoir
4. Marine (with Peter von Poehl)
5. Ambroise Paré
6. Sépia plein les doigts
7. Les Piqûres d’araignée
8. Déjà toi
9. 29 avril au 28 mai
10. Voici la ville
11. Il fait si beau
12. Favourite song (with Neil Hannon from The Divine Comedy)
13. Les Jambes de Steffi Graf

- 2008 – Quinze Chansons

1. Tous les acteurs s'appellent Terence
2. Allan et Louise
3. Je pense à toi
4. Martin Parr
5. Le coeur des volleyeuses bat plus fort pour les volleyeurs
6. Et François de Roubaix dans le dos
7. Dans tes bras
8. 78543 habitants
9. Shea stadium
10. Un temps pour tout
11. North avenue
12. From a room
13. Un tacle de Patrick Vieira n'est pas une truite en chocolat
14. Monterey
15. La vie est la même

## DVD
- 2003 – Un soir Boulevard Voltaire
- 2004 – Les Pelouses de Kensington